# Scott MacDonald
Scott MacDonald (Libby (Montana), 24 oktober 1959) is een Amerikaans acteur en stemacteur.

## Biografie
MacDonald werd geboren en groeide op in Libby (Montana), hier doorliep hij ook de high school. Hij studeerde hierna af met een bachelor of arts aan de Washington State University in Washington, hierna haalde hij zijn master of fine arts in theaterwetenschap aan de California Institute of the Arts in Santa Clarita. MacDonald begon met acteren in het theater, zo heeft hij ook eenmaal opgetreden op Broadway. In 1993 speelde hij de rol van Patrick Rowen in het toneelstuk The Kentucky Cycle. 
MacDonald begon in 1993 met acteren in de televisieserie Star Trek: The Next Generation, waarna hij nog meerdere rollen speelde in televisieseries en films. 	

## Filmografie

### Films
Uitgezonderd korte films.
- 2020 The Last Champion - als Keith Gibson
- 2020 The Call of the Wild - als Dawson hondenverkoper
- 2019 3 Day Weekend - als Sledge
- 2014 The Big Bad City - als rechercheur Steve Wasserman
- 2011 Water for Elephants - als Blackie
- 2010 Changing Hands - als UPS medewerker
- 2008 American Crude - als mr. Snow
- 2005 Jarhead - als D.I. Fitch
- 2004 Straight Into Darkness - als Deming
- 2000 Jack Frost 2: Revenge of the Mutant Killer Snowman - als Jack Frost (stem)
- 1999 Seven Girlfriends - als Scot
- 1999 Bad City Blues - als Mack
- 1999 Babylon 5: A Call to Arms - als eerste officier
- 1998 The Rat Pack - als toerist
- 1997 Jack Frost - als Jack Frost
- 1997 Die Story von Monty Spinnerratz - als Rudi Rake-Rat (stem)
- 1995 3 Ninjas Knuckle Up - als Eddy
- 1993 Fire in the Sky - als Dan Walton

### Televisieseries
Uitgezonderd eenmalige gastrollen.
- 2011 United States of Tara - als Larry Pierzynski - 2 afl.
- 2005-2006 Threshold - als Captain Manning - 4 afl.
- 2003-2005 Carnivàle - als Burley - 14 afl.
- 2003-2004 Star Trek: Enterprise - als commandant Dolim - 8 afl.
- 2001-2002 The Practice - als rechercheur - 2 afl.

### Computerspellen
- 2016 Mafia III - als stem
- 2014 Star Wars: The Old Republic - Shadow of Revan - als stem
- 2011 L.A. Noire - als Frank French
- 2011 Thor: God of Thunder - as Warlord
- 2009 Final Fantasy VIII - als stem
- 2009 Bionic Commando - als Gottfried Groeder / bewaker gevangenis / soldaat
- 2009 Prototype - als stem
- 2008 Dead Space - als stem
- 2008 The Rise of the Argonauts - als stem
- 2006 Marvel: Ultimate Alliance - als Corsair / Cyclops / Dum Dum Dugan
- 2005 X-Men Legends II: Rise of Apocalypse - als Gambit / Mikhail Rasputin
- 2005 Twisted Metal: Head-On - als Axel / agent Shepard
- 2004 X-Men Legends - als Gambit / Sentinel
- 2003 Enter the Matrix - als stem
- 2002 Tekki - als stem
- 1996 Star Trek: Klingon - als stem

- Library of Congress Control Number: no2019036663
- Virtual International Authority File: 7248155708704722580006